# Liste der Kategorie-A-Bauwerke in West Dunbartonshire

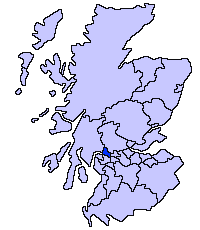
Lage von West Dunbartonshire in Schottland

Die Liste der Kategorie-A-Gebäude in West Dunbartonshire umfasst sämtliche in der Kategorie A eingetragenen Baudenkmäler in der schottischen Council Area West Dunbartonshire. Die Einstufung wird anhand der Kriterien von Historic Scotland vorgenommen, wobei in die höchste Kategorie A Bauwerke von nationaler oder internationaler Bedeutung einsortiert sind. In West Dunbartonshire sind derzeit 20 Gebäude in der Kategorie A gelistet.
| Name                                   | Lage                                           | Typ                   | Eintrag | Bild                                   |
| -------------------------------------- | ---------------------------------------------- | --------------------- | ------- | -------------------------------------- |
| Strathleven House                      | nahe Bonhill 55° 58′ 8,8″ N, 4° 34′ 16″ W      | Herrenhaus            | 115     | Strathleven House                      |
| Balloch Castle                         | nahe Balloch 56° 0′ 46,8″ N, 4° 35′ 1″ W       | Schloss               | 123     | Balloch Castle                         |
| Argyll-Motors-Fabrik                   | Alexandria 55° 59′ 29,7″ N, 4° 35′ 1,1″ W      | Industriebauwerk      | 127     | Argyll-Motors-Fabrik                   |
| Taubenturm von Strathleven House       | nahe Bonhill 55° 58′ 10,9″ N, 4° 34′ 13″ W     | Taubenturm            | 823     | Taubenturm von Strathleven House       |
| Woodbank House                         | nahe Balloch 56° 0′ 5,1″ N, 4° 35′ 46,8″ W     | Herrenhaus            | 1125    | Woodbank House                         |
| Freimaurertempel von Alexandria        | Alexandria 55° 59′ 13,3″ N, 4° 35′ 6,6″ W      | Freimaurertempel      | 1135    | Freimaurertempel von Alexandria        |
| Smollett Monument                      | Renton 55° 58′ 10,6″ N, 4° 35′ 3,2″ W          | Monument              | 1168    | Smollett Monument                      |
| Millburn Church                        | Renton 55° 58′ 33,7″ N, 4° 35′ 6,2″ W          | Kirchenruine          | 1176    | Millburn Church                        |
| Ross Priory                            | nahe Gartocharn 56° 3′ 16,6″ N, 4° 32′ 50,7″ W | Herrenhaus            | 7625    | Ross Priory                            |
| Titan Clydebank                        | Clydebank 55° 53′ 50,3″ N, 4° 24′ 31,3″ W      | Kran                  | 22993   | Titan Clydebank                        |
| Schiffbau-Versuchsanlage von Dumbarton | Dumbarton 55° 56′ 35,1″ N, 4° 33′ 45,8″ W      | Forschungseinrichtung | 24873   | Schiffbau-Versuchsanlage von Dumbarton |
| Dumbarton Academy                      | Dumbarton 55° 56′ 37,4″ N, 4° 34′ 1,6″ W       | Schulgebäude          | 24874   | Dumbarton Academy                      |
| Dumbarton Central Station              | Dumbarton 55° 56′ 47,5″ N, 4° 34′ 2,3″ W       | Bahnhof               | 24877   | Dumbarton Central Station              |
| Dumbarton Castle                       | Dumbarton 55° 56′ 9,7″ N, 4° 33′ 46″ W         | Burg                  | 24880   | Dumbarton Castle                       |
| Riverside Parish Church                | Dumbarton 55° 56′ 35″ N, 4° 34′ 2″ W           | Kirche                | 24885   | Riverside Parish Church                |
| St Augustine’s Episcopal Church        | Dumbarton 55° 56′ 36″ N, 4° 34′ 5,9″ W         | Kirche                | 24890   | St Augustine’s Episcopal Church        |
| Overtoun House                         | Milton 55° 57′ 7,9″ N, 4° 31′ 28,7″ W          | Herrenhaus            | 24907   | Overtoun House                         |
| Levenford House                        | Dumbarton 55° 56′ 40,8″ N, 4° 34′ 44,5″ W      | Villa                 | 24916   | Levenford House                        |
| Dalmoak House                          | Renton 55° 57′ 33,4″ N, 4° 35′ 27,2″ W         | Villa                 | 45600   | Dalmoak House                          |
| Slipanlage von Balloch                 | Balloch 56° 0′ 27,6″ N, 4° 35′ 26,9″ W         | Slipanlage            | 46721   | Slipanlage von Balloch                 |